# Маргарета фон Шьонбург-Глаухау
Маргарета фон Шьонбург-Глаухау (на немски: Margarete von Schoenburg-Glauchau; * 1554, Глаухау; † 29 юни 1606, Рейнфелс, погребана в църквата в Лаубах) от род Шьонбург-Валденбург-Глаухау, е чрез женитби графиня на Хонщайн-Фирраден-Шведт и на Золмс-Лаубах.

## Произход
Тя е третата дъщеря на фрайхер Георг I фон Шьонбург-Глаухау (1529 – 1585) и съпругата му Доротея Ройс-Грайц (1522 – 1572), дъщеря на Хайнрих XIV 'Млади', господар на Ройс-Плауен, цу Грайц, Обер-Кранихфелд-Шауенфорст (ок. 1464 – 1535) и Амалия фон Мансфелд (ок. 1506 – сл. 1557).

## Фамилия
Първи брак: на 21 септември 1568 г. с граф Вилхелм фон Хонщайн-Фирраден-Швет († 11 февруари 1570), син на граф Волфганг фон Хонщайн-Фирраден († 1523/1535) и Катарина фон Хонщайн-Клетенберг (* ок. 1490). Бракът е бездетен.
Втори брак: на 7 декември 1572 г. в Глаухау с граф Йохан Георг I фон Золмс-Лаубах (* 26 ноември 1547; † 19 август 1600). Те имат 16 деца:
- Филип Георг (* 29 ноември 1573; † 6 септември 1599, убит в битка при Реес при Дюселдорф)
- Фридрих (* 30 ноември 1574; † 15 септември 1635), граф на Золмс-Рьоделхайм-Асенхайм, женен на 28 октомври 1601 г. за Анна Мария фон Хоен-Геролдсек (1593 – 1649)
- Кристоф (* 17 декември 1575; † 24 януари 1596, Йена)
- Алберт Ото I (* 9 декември 1576; † 2 март 1610), граф на Золмс-Лаубах, женен на 8 октомври 1601 г. в Касел за принцеса Анна фон Хесен-Дармщат (1583 – 1631), дъщеря на ландграф Георг I фон Хесен-Дармщат
- Агнес (* 7 януари 1578; † 23 ноември 1602), омъжена на 23 септември 1593 г. в Касел за ландграф Мориц фон Хесен-Касел (1572 – 1632)
- Доротея (* 31 януари 1579; † 19 юли 1631), омъжена I. на 5 октомври 1595 г. в Бланкенбург за граф Мартин фон Регенщайн-Бланкенбург († 1597), II. на 17 май 1607 г. в Лаубах за вилд-и рейнграф Йохан Казимир фон Салм-Кирбург († 1651)
- Магарета (* 29 ноември 1580; † 31 януари 1635), омъжена на 18 февруари 1609 г. в Лаубах за граф Йохан Якоб II фон Еберщайн († 1638)
- Волфганг (* 20 ноември 1581; † 8 януари 1611, убит в дуел, погребан в Дюселдорф)
- Хайнрих Вилхелм (* 21 март 1583; † 24 март 1632), убит в битка при Швайнфурт, граф на Золмс-Зоненвалде-Поух, женен I. на 16 октомври 1612 г. в Ансбах за графиня София Доротея фон Мансфелд-Арнщайн (1593 – 1617), II. на 23 април 1620 г. за графиня Мария Магдалена фон Йотинген-Йотинген (1600 – 1636)
- Фридрих Магнус (* 16 март 1584; † 28 ноември 1605 в битка при Св. Андре в Унгария)
- Агата (* 16 септември 1585; † 13 ноември 1648), омъжена на 22 октомври 1609 г. в Бирленбах, Елзас, за граф Еберхард фон Раполтщайн († 1637)
- Анна (* 24 октомври 1586; † 14 юни 1587)
- Мария (* 12 декември 1587; † 1589)
- Сибила (* 19 октомври 1590; † 23 март 1659), омъжена на 25 януари 1618 г. в Ансбах за княз Август фон Анхалт-Пльотцкау (1575 – 1653)
- Йохан Георг II (* 19 ноември 1591; † 4 февруари 1632), граф на Золмс-Барут и Вилденфелс, женен на 28 май 1620 г. в Йотинген за графиня Анна Мария фон Ербах-Фюрстенау (1603 – 1663)
- София (* 15 май 1594; † 16 май 1651), омъжена на 14 октомври 1612 г. в Ансбах за маркграф Йоахим Ернст фон Бранденбург-Ансбах (1583 – 1625)